# 福知山市立桃映中学校
福知山市立桃映中学校（ふくちやましりつ とうえいちゅうがっこう）は、京都府福知山市にある公立中学校。

## 沿革
- 1947年 - 戦後の学制改革により、現昭和小学校の敷地内に福知山市立北中学校として開校[1]
- 1949年4月 - 現在地（旧福知山農学校の校舎）に移転、福知山市立桃映中学校に改称[2]
- 1968年 - 鉄筋校舎が竣工
- 1970年 - グラウンドが竣工
- 1978年4月 - 日新中学校を分離
- 2013年4月 - 京町、呉服町、長町、上新町、下新町、鍛冶町、上紺屋町、内記1～4丁目、岡ノ一～三町を南陵中学校の通学区域に変更[3]。これにより、惇明小学校の分散進学が解消[3]。

## 通学区域
市立大正小学校と庵我小学校を校区とする。

## 校区内の主な施設
- 福知山警察署
- 福知山成美高等学校
- 福知山公立大学
- 平和公園
- 三段池公園
- 福知山市動物園

## 交通アクセス
- 福知山駅（山陰本線・福知山線・京都丹後鉄道宮福線）下車

## 著名な出身者
- 植村美奈子（女子プロ野球選手）
- 中澤裕子（タレント、モーニング娘。初代リーダー）
- 田中充（ジャズトランペッター）
- 小橋建太（元プロレスラー）

## 通学区域が隣接している学校
- 福知山市立南陵中学校
- 福知山市立成和中学校
- 福知山市立大江中学校
- 福知山市立日新中学校
- 福知山市立六人部中学校
- （兵庫県）丹波市立市島中学校